# Tańcząc w pyle
Tańcząc w pyle (pers. Raghs dar ghobar) – irański film dramatyczny z 2003 roku w reżyserii Asghara Farhadiego.

## Fabuła
Podczas ucieczki przed wierzycielami i policją Nazar (Yousef Khodaparast) trafia na pustynię, gdzie spotyka mężczyznę łapiącego węże. Zainspirowany jego niecodzienną profesją postanawia wrócić do miasta, dopiero gdy zarobi potrzebne mu pieniądze.

## Obsada
- Yousef Khodaparast – Nazar
- Faramarz Gharibian – Starzec
- Baran Kosari – Rayhaneh
- Jalal Sarhad Seraj – Amri